# Trangia

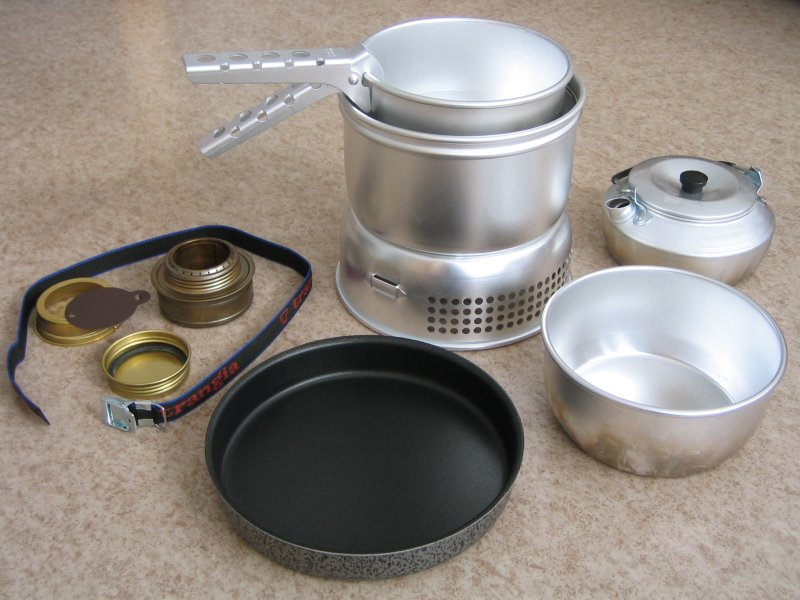
Trangiakök

Trangia AB är ett företag som tillverkar stormkök, beläget i Trångsviken i Jämtlands län.
Trangia grundades 1925 av John E Jonsson och tillverkade då aluminiumkärl för användning i hushåll. 1935 började bolaget att tillverka campingutrustning när svenskarna fick mer semester och intresset för camping ökade. Namnet Trangia är skapat utifrån byn Trång utan å som blev första delen av namnet och ia som står för "i aluminium" bildar avslutningen.
Trangiaköket skapades 1951 och är ett kompakt friluftskök som bygger på att själva aluminiumfodralet bildar en vindskyddad stomme för kok- och stekmöjlighet. Material vid tillverkningen som används är aluminium, Non-stick, duossal och titan.
Trangiaköket exporteras över hela världen. Bolaget drivs av grundarens familj i fjärde generationen.

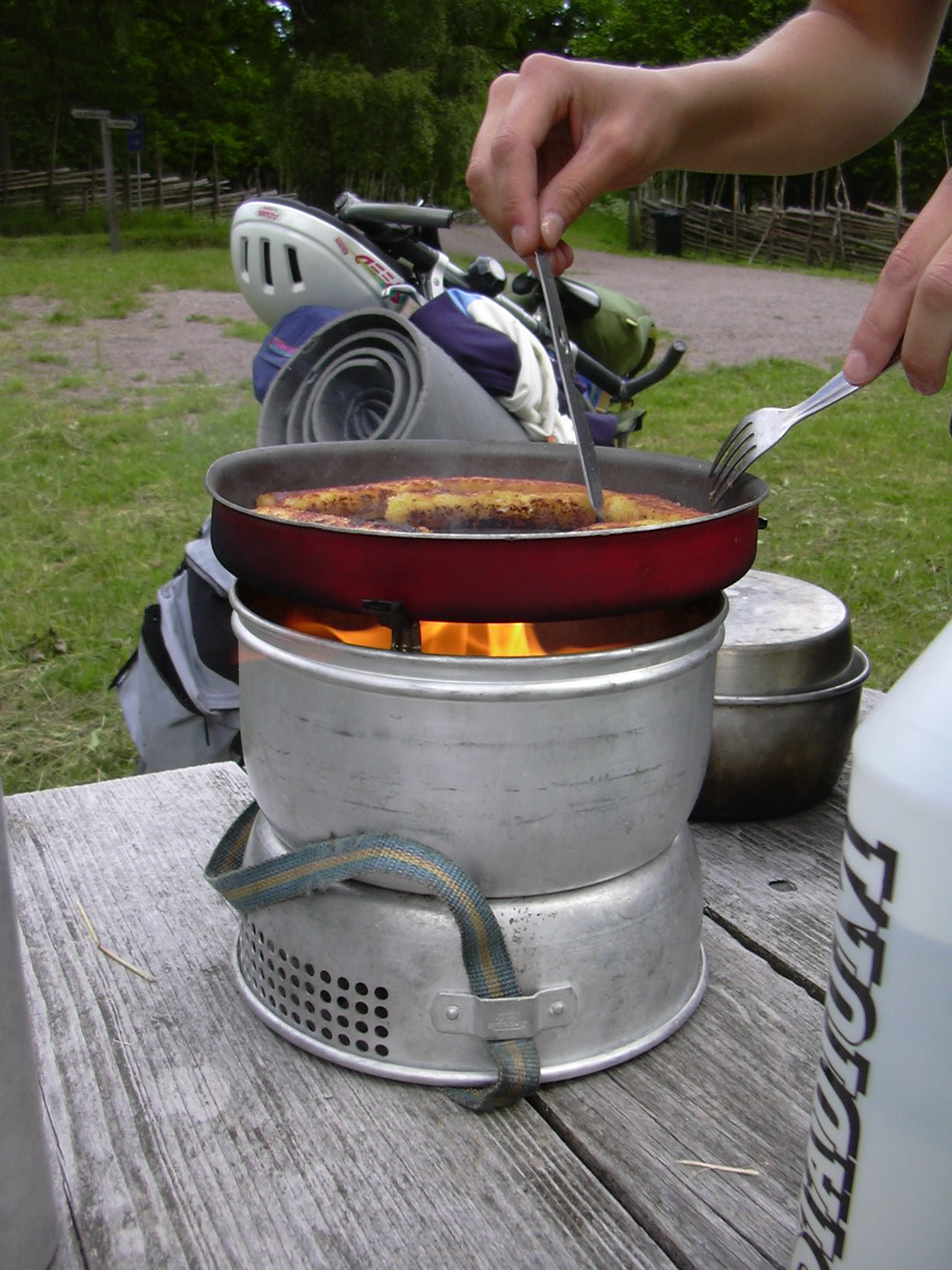
Fiskpinnar steks på ett Trangiakök.

## Beståndsdelar
Standarduppsättningen består av:
- Två grytor, som passar i varandra.
- En stekpanna, som också fungerar som grytlock.
- Ett tvådelat vindskydd, som består av en över- och en underdel, där delarna har olika funktioner:
  - Underdelen fungerar som fundament för konstruktionen, håller brännaren, och är systemets luftintag.
  - Överdelen håller grytan/kärlet, och har på samma tid funktion som skorsten och vindskydd.
- En tamoj (handtag) för att greppa kastruller eller stekpanna.
- En spritbrännare i mässing.
- En sparring/släckare. Används till att justera lågan.
- Ett lock till brännaren med gummipackning
- En nylonrem.
- En kaffepanna (vissa modeller)

Vid bruk av stekpanna eller större kärl är vindskyddens funktion begränsad till att skydda brännaren.

## Modeller tillbehör
Stormköken finns i 3 storlekar:
- Serie 27, anpassad till 1-2 personer. Grytornas storlek är 1 liter
- Serie 25, anpassad till 3-4 personer. Grytornas storlek är 1,75 respektive 1,5 liter
- Serie 28, Mini Trangia, minimalt kök med en 0.8 liters gryta och en teflonstekpanna. Köket har ett annat sorts vindskydd än Serie 25 och 27.

Det finns även extrautrustning såsom lägergryta, bränsleflaskor och matlådor. Köken går även att komplettera med gasbrännare eller multifuelbrännare.